# Get Up (I Feel Like Being a) Sex Machine
«Get Up (I Feel Like Being a) Sex Machine» (también conocida como «Sex Machine») es una canción de funk grabada por James Brown en el año 1970 y lanzada por King Records como un sencillo dividido en 2 partes. Alcanzó la segunda ubicación del R&B Songs y el número 15 en el Billboard Hot 100.
En 2004, "Sex Machine" fue seleccionada por la revista Rolling Stone como la canción 326 en la lista de las 500 mejores canciones de todos los tiempos.

## Historia
"Sex Machine" fue una de las primeras canciones que Brown grabó con su nueva banda, The J.B.'s. En comparación con sus grabaciones de 1960 como "Papa's Got A Brand New Bag" y "I Got You (I Feel Good)", se caracteriza por una disminución del uso de los instrumentos de viento,
acentuando en el riff interpretado por los hermanos Bootsy y Catfish Collins en bajo y guitarra y Jabo Starks en batería.
La versión original del sencillo comienza con un breve diálogo entre Brown y los miembros de su banda, que fue recreada (con pequeñas variaciones) en las actuaciones en directo:
Fellas, I'm ready to get up and do my thing! (Yeah! That's right! Do it!) I want to get into it, man, you know? (Go ahead! Yeah!) Like a, like a sex machine, man, (Yeah!) movin', doin' it, y'know? (Yeah!) Can I count it off? (Okay! Alright!) One, two, three, four!

## Créditos
- James Brown - voz principal, piano

con The JB's:
- Clayton "Chicken" Gunnells - trompeta
- Darryl "Hassan" Jamison - trompeta
- Robert McCollough - saxofón tenor
- Bobby Byrd - órgano, voces
- Phelps "Catfish" Collins - guitarra
- William "Bootsy" Collins - bajo
- John "Jabo" Starks - batería

## Posicionamiento
| Lista (1970)                       | Mejor posición |
| ---------------------------------- | -------------- |
| Alemania (Media Control AG)        | 29             |
| Austria (Ö3 Austria Top 40)        | 43             |
| Bélgica (Flandes) (Ultratop 50)    | 4              |
| Estados Unidos (Billboard Hot 100) | 15             |
| Estados Unidos (R&B Songs)         | 2              |
| Estados Unidos (Cash Box R&B)      | 1              |
| Países Bajos (Dutch Top 40)        | 8              |
| Reino Unido (UK Singles Chart)     | 32             |

## Otras versiones
Brown grabó dos versiones de su original: Una fue para su álbum en vivo de 1970 Sex Machine (la versión en estudio apareció en una compilación de 1996 Funk Power 1970: A Brand New Thang) y una versión disco (contiene letras como "I'm going to the discotheque", y referencias propias y de otras canciones populares de dance de la época) re-titulada "Sex Machine Parts I and II" para su álbum de 1975 Sex Machine Today. Esta versión alcanzó el número 61 en el Billboard Hot 100, mientras en el Reino Unido, obtuvo su mejor ubicación en el puesto número 47 en el año 1986.

## Sampleos
La Toya Jackson incluyó en su sencillo de 1991, "Sexbox" parte de la letra de "Sex Machine". Sy Smith y el cantante LeJon Walker sampleo la canción durante la interpretación de "Think (About It)". Esta versión fue incluida en el DVD Sy Smith Live: Worship at the Temple.